# Plumularia kirkpatricki
Plumularia kirkpatricki är en nässeldjursart som beskrevs av Chantal Billard 1908. Plumularia kirkpatricki ingår i släktet Plumularia och familjen Plumulariidae. Inga underarter finns listade i Catalogue of Life.